# مارة (زلاغي الشرقي)
مارة (بالفارسية: مره) هي قرية تقع في إيران في قسم زلاغي الشرقي الریفي. يقدر عدد سكانها بـ 67 نسمة بحسب إحصاء 2016.